# Хав'єр Кампора
Хав'єр Кампора (ісп. Javier Cámpora; нар. 7 січня 1981, Росаріо) — аргентинський футболіст, що грав на позиції нападника за низку південноамериканських, мексиканських та грецьких команд.

## Ігрова кар'єра
Народився 7 січня 1981 року в місті Росаріо. Вихованець місцевого «Росаріо Сентраль», за головну команду якого дебютував 1998 року. Після трьох років, проведених в рідній команді, у 2001 році став гравцем уругвайського «Фенікса», де був стабільним гравцем основного складу, забиваючи майже у кожній третій грі місцевої першості.
Згодом, відігравши сезон 2003/04 в рідному «Росаріо Сентраль», перебрався до Чилі, де протягом частини 2005 року захищав кольори «Депортес Консепсьйон».
Того ж 2005 року повернувся на батьківщину, уклавши контракт зі скромним «Тіро Федераль». У складі цієї команди, яка фінішувала в Апертурі національного чемпіонату 2005 року на передостанньому місці, став автором 13 з її 22 голів, перемігши у суперечці за титул найкращого бомбардира турніру. 
2006 року отримав запрошення від мексиканського клубу «Крус Асуль», в якому заграти на високому рівні не зумів і протягом 2007–2009 років грав за місцеві  «Хагуарес Чьяпас» та «Пуеблу».
Влітку 2009 року продовжив кар'єру в Європі, ставши гравцем грецького «Аріса», у складі якого відзначився 16 голами у 35 іграх. 
Згодом, провівши другу половину 2010 року в чилійському «Коло-Коло», повернувся на батьківщину ставши гравцем «Уракана». У цій команді знову продемонстрував найкращі бомбардирські якості, у Клаусурі 2011 року удруге в кар'єрі ставши найкращим бомбардиром змагання, забивши 11 голів.
Після виступів за «Расінг» (Авельянеда) та «Олл Бойз» протягом 2012—2014 років знову поїхав до Греції, де 2015 року завершив ігрову кар'єру виступами за «Верію».